# Saint-Vaast (België)
Saint-Vaast is een plaats in de Belgische provincie Henegouwen en een deelgemeente van de stad La Louvière. Als deel van Saint-Vaast is in de negentiende eeuw de stad La Louvière ontstaan die in 1869 afgesplitst werd als zelfstandige gemeente. Saint-Vaast werd in 1977 zelf een deelgemeente van La Louvière.
Bij Saint-Vaast zijn er verschillende vondsten gedaan uit de prehistorie. 

## Bezienswaardigheden
- De Sint-Vedastuskerk (Église Saint-Vaast) is een romaans kerkgebouw van ongeveer 1100. In 1634 werd hij gedeeltelijk verwoest door Franse troepen en in 1646 hersteld.
- De Ferme du Coq van 1680 en 1705, tegenwoordig een restaurant.

## Natuur en landschap
Saint-Vaast ligt aan de Hene en is vastgebouwd aan de omliggende plaatsen. Er zijn cités en mijnterrils. De hoogte aan de kerk bedraagt 57 meter.

## Economie
Hoewel in 1390-1410 al concessies voor steenkoolwinning werden uitgegeven kwam de ontginning pas in de 18e en vooral de 19e eeuw tot ontwikkeling. Van 1912-1924 werden schachten gegraven maar met name de schacht Albert I werd voor steenkoolwinning gebruikt. In de 20e eeuw had de omgeving veel te leiden van verzakkingen en andere mijnschade. In 1960 kwam een einde aan de steenkoolwinning.
De stad La Louvière was oorspronkelijk een gehucht van Saint-Vaast, maar hier kwamen -ten gevolge van de mijnbouw- de meeste mensen te wonen zodat deze plaats in 1869 werd afgesplitst en een zelfstandige gemeente werd.

## Demografische ontwikkeling
- Bronnen:NIS, Opm:1831 tot en met 1970=volkstellingen, 1976= inwoneraantal op 31 december
- 1880: Afsplitsing van La Louvière in 1869

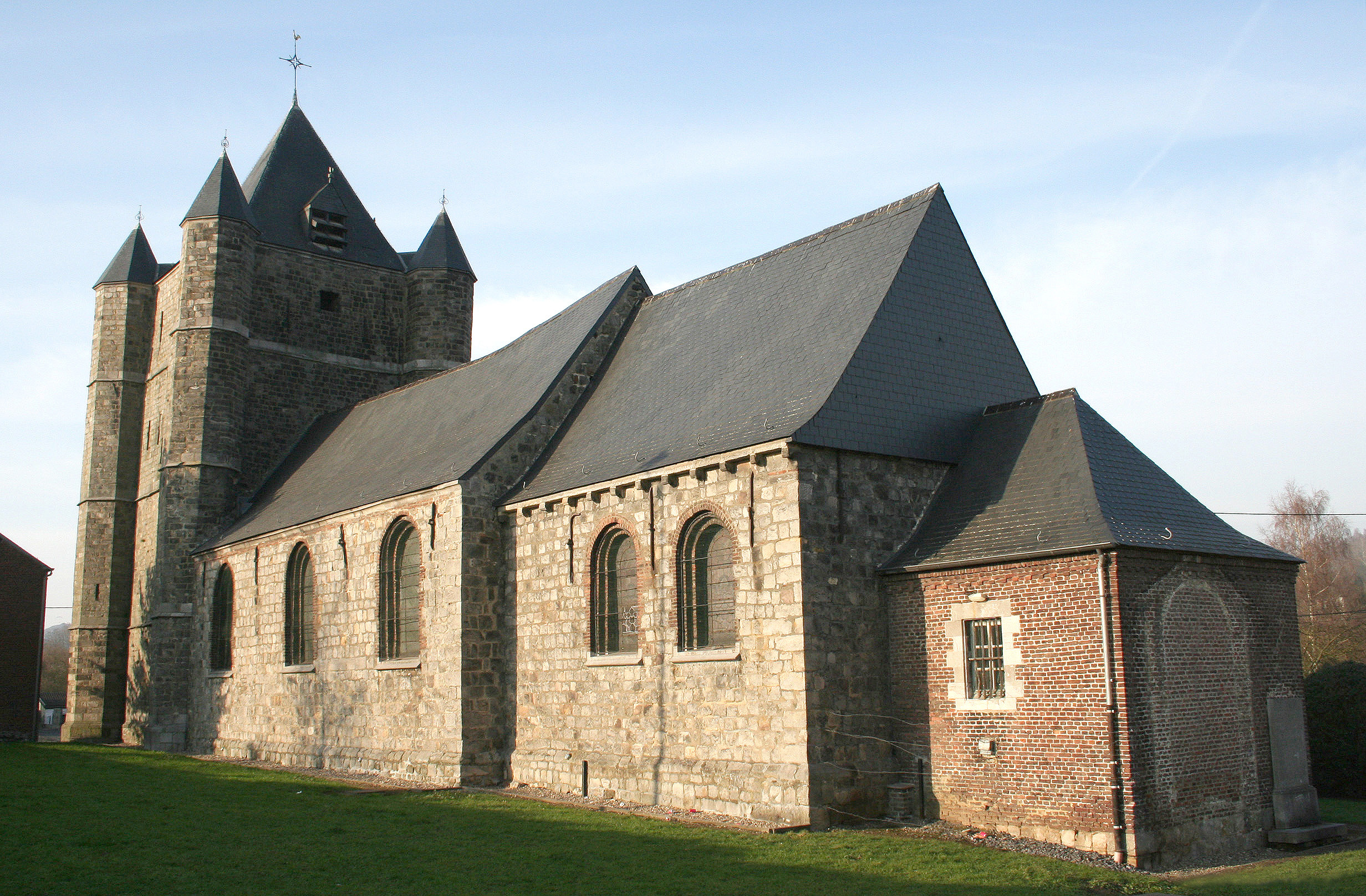
Église Saint-Vaast

## Geboren in Saint-Vaast
- Anna Boch (1848-1936), impressionistisch schilder
- Eugène Boch (1855-1941), impressionistisch schilder
- Camille Jacquart 14 april 1867- 7 Mei 1931 Secretaris-Generaal van Ministerie van Binnenlandse zaken

## Nabijgelegen kernen
La Louvière, Trivières, Haine-Saint-Paul